# Yoav Shamir
Yoav Shamir (Tel Aviv, 1970) é um cineasta israelense, realizador do documentário Difamação.